# Fuck the Industry
«Fuck the Industry» (censurado como "F**k the Industry") es una canción grabada por la cantante estadounidense Solange. La canción se filtró en línea en 2008 y se informó que era parte de un mixtape grabado por Solange llamado I Can't Get Clearance. Sin embargo, el mixtape nunca se lanzó y la canción recibió un lanzamiento oficial en 2010. La canción se lanzó a las tiendas de música digital el 25 de mayo de 2010, en Music World Entertainment de su padre Mathew Knowles, después de que Geffen Records diera carta de libertad a Solange y no recibió ninguna promoción. El sencillo incluye remixes de "Fuck the Industry" y remixes de dos canciones de Sol-Angel and the Hadley St. Dreams. El sample principal de la canción proviene de "Everything I Am" del rapero y productor estadounidense Kanye West de su tercer álbum de estudio, Graduation (2007).
La letra de la canción trata sobre el deseo de Solange de ser su propia persona/artista individualmente y hace referencias a otras artistas femeninas de R&B como su famosa hermana mayor, Mary J. Blige, Ashanti, Keyshia Cole y Jennifer Lopez.

## Lista de canciones
- Descarga digital (Dance Remixes)

1. "Fuck the Industry" (DJ Escape/Coluccio Main) – 7:34
2. "Fuck the Industry" (DJ Escape/Coluccio Dub) – 6:20
3. "Fuck the Industry" (Lost Daze remix) – 6:33
4. "Fuck the Industry" (Lost Daze edit) – 3:43
5. "6 O'Clock Blues" (Whatever Wherever Mix) – 7:41
6. "6 O'Clock Blues" (Whatever Wherever Radio) – 4:05
7. "Cosmic Journey" (Matty's Club Mix) – 8:34
8. "Cosmic Journey" (Matty's Radio) – 4:11

## Posicionamiento en listas
| Listas (2010)                         | Posición |
| ------------------------------------- | -------- |
| Estados Unidos (Hot Dance Club Songs) | 6        |

## Historial de lanzamiento
| Región         | Fecha              | Formato                          | Sello                     | Ref.  |
| -------------- | ------------------ | -------------------------------- | ------------------------- | ----- |
| Estados Unidos | 28 de mayo de 2010 | Descarga digital (Dance Remixes) | Music World Entertainment | [ 2 ] |